# 中国驻爱尔兰大使列表
本列表为中華人民共和國驻爱尔兰历任大使名录（附中華民國駐愛爾蘭歷任代表）。

## 历任中国驻爱尔兰大使

### 中华人民共和国驻爱尔兰大使（1979年至今）
1979年6月22日，中华人民共和国与爱尔兰建立正式外交关系。翌年起，开始派遣驻爱尔兰大使。
| 姓名   | 任命           | 任命           | 到任           | 递交国书       | 免职           | 免职           | 离任          | 外交衔级 | 外交职务     | 备注     |
| 姓名   | 全国人大常委会 | 主席           | 到任           | 递交国书       | 全国人大常委会 | 主席           | 离任          | 外交衔级 | 外交职务     | 备注     |
| ------ | -------------- | -------------- | -------------- | -------------- | -------------- | -------------- | ------------- | -------- | ------------ | -------- |
| 李天民 | 不適用         | 不適用         | 1980年4月      |                | 不適用         | 不適用         | 1980年8月     | 参赞     | 临时代办     | 筹备开馆 |
| 龚普生 | 1979年11月29日 | 不適用         | 1980年9月1日   | 1980年9月12日  | 1984年7月7日   | 1984年12月14日 | 1983年8月30日 | 大使     | 特命全权大使 |          |
| 邢忠修 | 1984年7月7日   | 1984年12月14日 | 1984年9月18日  | 1984年9月20日  | 1987年6月23日  | 1987年9月9日   | 1987年8月     | 大使     | 特命全权大使 |          |
| 周阳   | 1987年6月23日  | 1987年9月9日   | 1987年9月      | 1987年9月21日  | 1989年7月6日   | 1989年11月11日 | 1989年10月    | 大使     | 特命全权大使 |          |
| 韩琍琍 | 1989年7月6日   | 1989年11月11日 | 1989年11月     | 1989年11月30日 | 1993年9月2日   | 1993年12月1日  | 1993年10月    | 大使     | 特命全权大使 |          |
| 范慧娟 | 1993年9月2日   | 1993年12月1日  | 1993年12月     |                | 1997年7月3日   | 1997年12月16日 | 1997年11月    | 大使     | 特命全权大使 |          |
| 郑锦炯 | 1997年7月3日   | 1997年12月16日 | 1997年12月     |                | 1999年12月25日 | 2000年4月12日  | 2000年2月     | 大使     | 特命全权大使 |          |
| 张小康 | 1999年12月25日 | 2000年4月12日  | 2000年3月      | 2000年4月14日  | 2002年4月28日  | 2002年8月20日  | 2002年7月     | 大使     | 特命全权大使 |          |
| 沙海林 | 2002年4月28日  | 2002年8月20日  | 2002年8月      |                | 2005年8月28日  | 2005年12月6日  | 2005年10月    | 大使     | 特命全权大使 |          |
| 张鑫森 | 2005年8月28日  | 2005年12月6日  | 2005年11月25日 | 2005年12月5日  | 2007年6月29日  | 2007年12月6日  | 2007年10月    | 大使     | 特命全权大使 |          |
| 刘碧伟 | 2007年6月29日  | 2007年12月6日  | 2007年12月3日  | 2007年12月11日 | 2011年4月22日  | 2011年9月2日   | 2011年8月     | 大使     | 特命全权大使 |          |
| 罗林泉 | 2011年4月22日  | 2011年9月2日   | 2011年8月26日  | 2011年9月13日  | 2013年12月28日 | 2014年3月31日  | 2014年2月28日 | 大使     | 特命全权大使 |          |
| 徐建国 | 2013年12月28日 | 2014年3月31日  | 2014年3月20日  | 2014年4月15日  | 2015年12月27日 | 2016年7月5日   | 2016年5月31日 | 大使     | 特命全权大使 |          |
| 岳晓勇 | 2015年12月27日 | 2016年7月5日   | 2016年6月3日   | 2016年7月5日   | 2018年12月29日 | 2019年6月12日  | 2019年4月     | 大使     | 特命全权大使 |          |
| 何向东 | 2018年12月29日 | 2019年6月12日  | 2019年5月3日   | 2019年5月28日  |                | 2024年11月26日 | 2024年10月    | 大使     | 特命全权大使 |          |
| 赵希源 |                | 2024年11月26日 | 2024年11月18日 | 2025年2月11日  | 现任           |                |               | 大使     | 特命全权大使 |          |